# Baronul de Münchhausen
Karl Friedrich Hieronymus von Münchhausen (n. 11 mai 1720, Bodenwerder – d. 22 februarie 1797, Bodenwerder) a fost un nobil german provenit din principatul Braunschweig-Lüneburg.

## Biografie
Baronul mincinos este trecut pe așa-numita „listă neagră” a familiei nobiliare Münchhausen. În timpul vieții nu era considerat un reprezentant onorabil al familiei, în contrast, de exemplu, cu primul ministru Gerlach Adolph von Münchhausen. Baronul Karl Friedrich Hieronymus devine, la vârsta de 13 ani, paj la curtea prințului din Wolfenbüttel (sau Braunschweig-Wolfenbüttel). La 18 ani este însoțitorul prințului Anton-Ulrich, al cărui regiment era staționat în Riga. Între anii 1740 și 1750 va fi aici locotenent și maistru de călărie al armatei țariste. Este invitat de mai multe ori pe moșia prietenului său baltic, Georg Gustav von Dunten, unde participă la câteva vânători. Probabil baronul a început să-și povestească aventurile imaginare în vreo cârciumă.
Pe moșia prietenului său face cunoștința fiicei acestuia, cu care se va căsători la 2 februarie 1744. Baronul ia parte un an la războiul cu otomanii (vezi: Războiul Ruso-Austro-Turc (1735–1739)), care va fi de asemenea un izvor de povestiri fantastice. Din anul 1750, von Münchhausen trăiește cu soția pe moșia lor vreme de 40 de ani ani fericiți, însă fără să aibă urmași. În cercul prietenilor care-l vizitau obișnuia să povestească întâmplările fabuloase care l-au făcut vestit.
După moartea soției sale, se căsătorește în anul 1794 cu Bernhardine von Brünn, care avea 20 de ani - o căsătorie nereușită, care în urma unui divorț scandalos îl va ruina.

## Personajul literar
Personajul literar a fost creat de scriitorul german Rudolf Erich Raspe, inspirat probabil de personajul real. Începând cu 1781, Raspe a publicat scurte povestiri în reviste de limba germană, apoi în 1785, aflat în Anglia, le-a publicat sub forma unei cărți în limba engleză, Baron Munchausen's narrative of his marvellous travels and campaigns in Russia ("Relatarea baronului Münchhausen despre călătoriile și campaniile lui uimitoare în Rusia").
În anul 1786, Gottfried August Bürger traduce cartea în limba germană, cu adăugări și modificări, sub titlul Wunderbare Reisen zu Wasser und zu Lande, Feldzüge und lustige Abentheuer des Freyherrn von Münchhausen ("Minunate călătorii pe mare și pe uscat, campanii și aventuri voioase ale baronului Münchhausen"). 
Personajul Münchhausen relatează la persoana întâi felurite aventuri presărate cu exagerări fantastice. De exemplu, Baronul povestește cum: ar fi călărit pe o ghiulea în zbor, a călătorit pe lună ori s-a ridicat dintr-o mlaștină cu tot cu cal, trăgându-se în sus de păr.